# I tre cadetti
I tre cadetti (The Duke of West Point) è un film del 1938 diretto da Alfred E. Green.
È una commedia drammatica statunitense con Louis Hayward, Joan Fontaine e Tom Brown.

## Produzione
Il film, diretto da Alfred E. Green su una sceneggiatura e un soggetto di George Bruce, fu prodotto da Edward Small tramite la Edward Small Productions e girato nei General Service Studios a Hollywood, Los Angeles, California, dal 22 settembre ad inizio novembre 1938.

## Distribuzione
Il film fu distribuito con il titolo The Duke of West Point negli Stati Uniti dal 29 dicembre 1938 (première a New York il 15 dicembre) dalla United Artists.
Altre distribuzioni:
- in Finlandia il 16 aprile 1939 (Kadettimorsian)
- in Portogallo il 17 aprile 1939
- in Danimarca il 28 giugno 1939 (Hertugen af West Point)
- negli Stati Uniti il 1º ottobre 1948 (redistribuzione)
- in Brasile (O Duque de West Point)
- in Italia (I tre cadetti)

## Critica
Secondo il Morandini 
il film è "una commedia di carta velina" che risulterebbe, a conti fatti, convenzionale. Le uniche note di rilievo sarebbero rappresentate dalle sequenze sportive.